# Birgit Nübel
Birgit Nübel (* 13. Dezember 1962) ist eine deutsche Germanistin.

## Leben
Nübel studierte ab 1983 Germanistik und Sozialwissenschaften (Politik, Soziologie und Ökonomie) an der Ruhr-Universität Bochum, wo sie 1993 promoviert wurde. Nach der Habilitation 2003 an der Universität Kassel lehrt sie seit 2006 als Professorin für Neuere Deutsche Literatur vom 18. bis 21. Jahrhundert (mit dem Schwerpunkt Literarische Moderne in kulturwissenschaftlicher Perspektive) an der Leibniz Universität Hannover.
Ihre Forschungsschwerpunkte sind ästhetische Theorie, Literaturtheorie, Gattungstheorie, Kulturwissenschaft (Mode, Pornographie, Gender), Autobiographik/Autofiktion, Essay/ismus im 20. Jahrhundert, österreichische Literatur, österreichische Autoren und Autorinnen, Crossing Gender/Gender Crossing, Multiperspektivität und Metakritik der Moderne.

## Publikationen (Auswahl)

### Als Autorin
- Autobiographische Kommunikationsmedien um 1800: Studien zu Rousseau, Wieland, Herder und Moritz. Zugl. Dissertation. Niemeyer, Tübingen 1994, Reprint De Gruyter, Berlin 2017, ISBN 978-3-484-18136-6, doi:10.1515/9783110916577
- Robert Musil – Essayismus als Selbstreflexion der Moderne. Zugl. Univ. Kassel, Habil.-Schr., 2003. De Gruyter, Berlin 2006, ISBN 3-11-018405-2.

### Als Herausgeberin
- mit Wolfgang Fenner: Adolph Freiherr Knigge in Kassel. Weber und Weidemeyer, Kassel 1996, ISBN 978-3-925272-38-7.
- mit Anne Fleig: Figurationen der Moderne: Mode, Sport, Pornographie. Fink, Paderborn 2011, ISBN 978-3-7705-5110-1.
- mit Norbert Christian Wolf: Robert-Musil-Handbuch. De Gruyter, Berlin 2016, ISBN 978-3-11-039197-8.
- mit Mandy Dröscher-Teille: Marlene Streeruwitz: Perspektiven auf Autorin und Werk. Springer-Verlag, Berlin 2022, ISBN 978-3-662-64772-1.